# کاسگروو (آرکانزاس)
کاسگروو (به انگلیسی: Cosgrove) یک منطقهٔ مسکونی در ایالات متحده آمریکا است که در آرکانزاس واقع شده‌است. کاسگروو ۳۵٫۹۷ متر بالاتر از سطح دریا قرار دارد.